# Rödbrynad lövtyrann
Rödbrynad lövtyrann (Phylloscartes superciliaris) är en fågel i familjen tyranner inom ordningen tättingar.

## Utseende
Rödbrynad lövtyrann är en lite flugsnapparliknande fågel med ljusgult på buken och olivgrön rygg. Ansiktsteckningen är distinkt med grå hjässa, svartkantad vit kind och en tunn roströd teckning ovan ögat.

## Utbredning och systematik
Rödbrynad lövtyrann delas in i tre underarter:
- Phylloscartes superciliaris superciliaris – förekommer i bergstrakter från Costa Rica till västra Panama (Veraguas)
- Phylloscartes superciliaris palloris – förekommer i östra Panama (Darién) och intilliggande Colombia (Chocó)
- Phylloscartes superciliaris griseocapillus – förekommer från bergsområdet Sierra de Perijá i Colombia till sydöstra Ecuador och nordligaste Peru

### Familjetillhörighet
Arten placeras traditionellt i familjen tyranner. DNA-studier visar dock att Tyrannidae består av fem klader som skildes åt redan under oligocen, pekar på att de skildes åt redan under oligocen, varför vissa auktoriteter behandlar dem som egna familjer. Rödbrynade lövtyrannen med släktingar placeras då i Pipromorphidae.

## Levnadssätt
Rödbrynad lövtyrann hittas i skogsområden. Där lever den i trädtaket och rör sig snabbt, ofta som en del av kringvandrande artblandade flockar.

## Status och hot
Arten har ett stort utbredningsområde, men tros minska i antal, dock inte tillräckligt kraftigt för att den ska betraktas som hotad. Internationella naturvårdsunionen IUCN listar arten som livskraftig (LC). Beståndet uppskattas till i storleksordningen 50 000 till en halv miljon vuxna individer.